# Hässelby gård
Hässelby gård är en stadsdel i Västerort inom Stockholms kommun och tillhör Hässelby-Vällingby (stadsdelsområde). Stadsdelen gränsar till Hässelby Villastad, Vinsta, Vällingby, Grimsta och Hässelby Strand. 

## Historik
Förleden i namnet är ordet hässle, som betyder "hasselbestånd". Hässelby gård nämns redan under 1300-talet och bland ägarna kan nämnas Nils Nilsson (Natt och Dag). Omkring 1640 fick Carl Bonde en av gårdarna donerat av kronan. Bygget av sätesgården Hessleby (senare kallat Hässelby slott) påbörjades i början av 1640-talet och arkitektuppdraget gick till Simon de la Vallée. Gården blev klar 1656 under riksskattmästaren Gustav Bonde. I samband med bildandet av stadsdelen Hässelby gård bestämdes att sätesgården skulle heta ”Hässelby slott”, för att undvika förväxlingar med stadsdelen. Hässelby slott såldes till Stockholms stad 1931. På Hässelbys ägor har det legat ett stort antal mindre gårdar, torp och lägenheter, varav många givit upphov till namn inom de olika stadsdelarna i grannskapet.

## Byggandet av moderna Hässelby gård

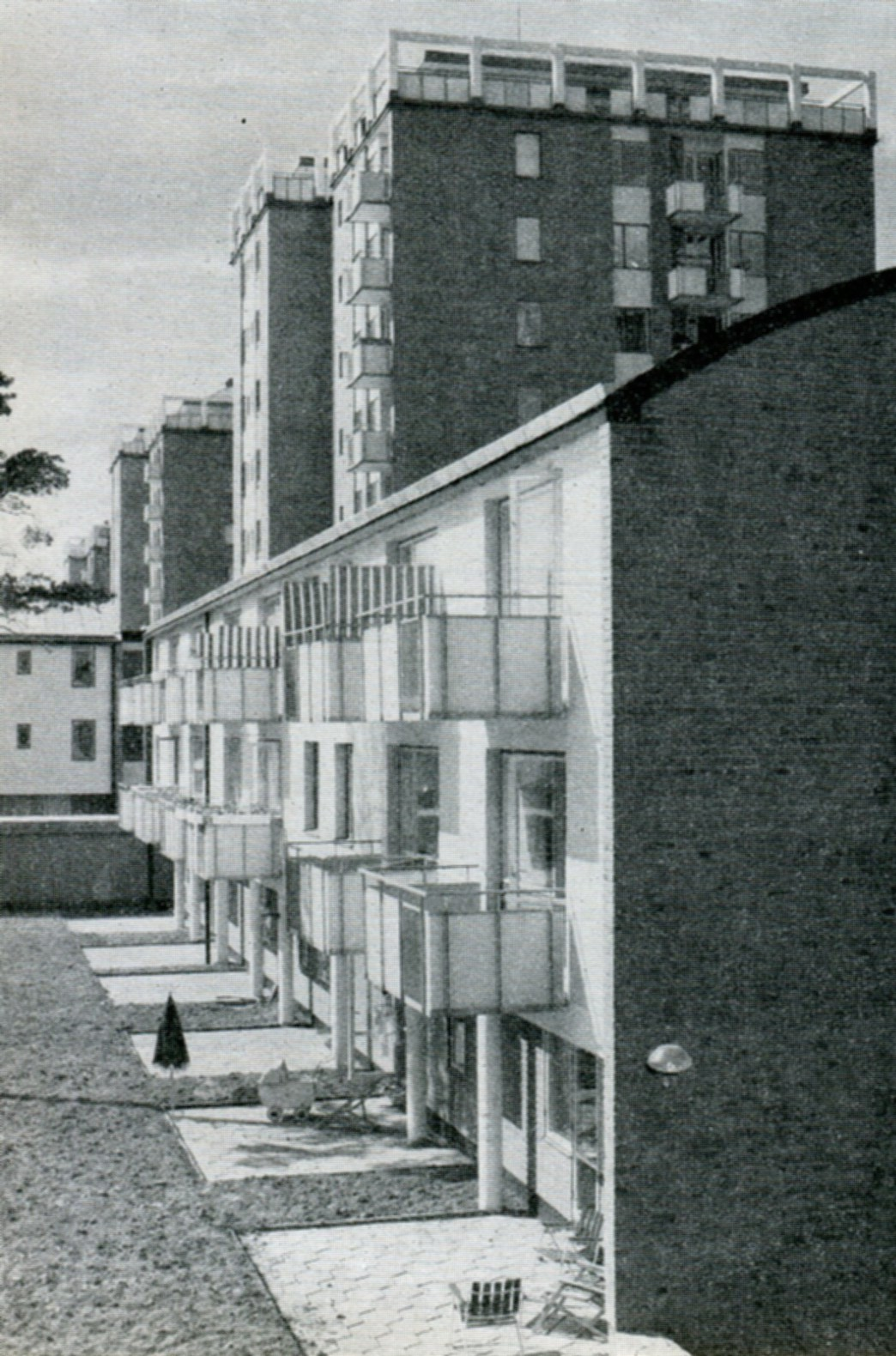
Bild från Hässelby Familjehotell, en del av bebyggelsen i Hässelby Gård.

Namnet Hässelby gård är hämtat från Hässelby slott, vars ägor omfattade stora områden inom de nuvarande tre stadsdelarna Hässelby Gård, Hässelby Strand och Hässelby Villastad. År 1909 bildades AB Hesselby Egendom med uppgift att sälja tomter. Bolaget anlitade stationsföreståndaren Carl Lindau som ombud mot provision. Han styckade upp och sålde tomter. 1947 trädde företaget i likvidation och då hade han sålt 780 tomter. Innan bolaget AB Hesselby Egendom hade bildats hade Carl Trolle-Bonde, som var ägare till Hässelby slott, avyttrat 335 tomter. Slottet hade tillhört familjen Bonde från 1657, då Carl Bonde flyttade in, och fram till 1931, då Stockholms stad övertog fastigheten. Carl Trolle-Bondes son, Christer Bonde, fick dock bo kvar fram till 1951. Carl Lindau var järnvägsstationsföreståndare på Riddersviks station, som från 1920 blev Hässelby villastads station på Spånga–Lövsta järnväg (SLJ) mellan Spånga station och Lövsta station. Han anses vara Hässelbys grundare eftersom han i början av 1900-talet skötte han greve Bondes försäljning av tomtmark till olika trädgårdsmästare.
Från det tidiga 1950-talet och på mindre än ett decennium framåt byggdes 12.000 lägenheter i Hässelby gård och Hässelby strand så att invånarantalet kom upp i 25.000 vid 1960-talet början. Byggandet av lägenheter och de förbättrade kommunikationerna bidrog de till att förvandla Hässelby till en förort till Stockholm i stället för en utkant av Spånga. Byggandet av det moderna Hässelby gård skedde huvudsakligen 1953-1955. Som drivande kraft fanns stadsplanedirektören Sven Markelius. Detaljplanerna hade tagits fram av arkitekterna Carl-Fredrik Ahlberg, Göran Sidenbladh och Hans Uddenberg med flera 1952.
Man byggde omväxlande höga punkthus och låga skivhus kring skyddade gårdar. En byggnad som blev mycket uppmärksammad var Hässelby Familjehotell vid Ormängsgatan 43–71. Det var ett kollektivhus som omfattar 17 byggnader, ritat av arkitekt Carl-Axel Acking och uppfört av storbyggmästaren Olle Engkvist 1954 till 1956 i egen regi. Familjehotellet erbjöd de första åren ett stort serviceutbud, till exempel restaurang, barndaghem, snabbköp, reception, festvåningar, fotoateljé, skrädderi, damfrisering, blomsteraffär, garage, bensinstation och ett kapell.
Centrumet, Hässelby torg, är enligt tidens stadsplanemodell placerat runt tunnelbaneingången med affärer omkring. För torgets bebyggelse stod Lennart Tham. Strax norr om torget uppfördes Hässelbygårdsskolan efter ritningar av arkitekt Stig Åkermark. Stadsdelen fick även en egen biograf, Biograf Prisma, som inrymdes i skolans aula. I anslutning till centrumet ligger även Ungdomshotellet, som hade ungdomslägenheter, pensionärslägenheter, konstateljé och daghem i samma byggnad. 

## Hässelby idag
Idag äger FastPartner de centrumnära fastigheterna och Svenska Bostäder är den största hyresvärden (ca 83 % av invånarna bor i en hyresrätt, varpå ca 50 % tillhör allmännyttan).
Under 2017 avslutades ett projekt för att utveckla gång- och cykelnätverket. En 400 m ny gång- och cykelbana har byggts mellan Blomsterkungsvägen och Skälbyvägen, där byggs den ihop med den befintliga cykelbanan. Under åren 2018-2019 rustades parkstråket upp. Prismas fasad renoverades 2020. Idag har centrumet fortfarande flera butiker, matbutik, och restauranger. 2020 startades ett projekt för att rusta upp torget. Upprustningen var en del av Stockholm Stads "Ett grönare Stockholm". Projektet blev klart 2022.

## Konst
Det finns flera konstverk i Hässelby gård. Konstverket Resenärerna av Thomas Qvarsebo invigdes 1990 och ligger i anslutning till torget. Lekskulpturen Fågel, fisk eller mittemellan av Lennart Andersson och Christer Sundström togs bort i samband med upprustningen av torget 2020-2022. Vid utgången till tunnelbanan ligger Flora II av Per-Erik Willö som invigdes 1999. 

## Gator och gatunamn
De flesta gatunamn i Hässelby gård är på temat "häst och vagn". Det finns också flera namn som anknyter till gamla ägare till Hässelby slott, ägare till andra gårdar och namn på gamla torp och gårdar i området.
Den del av Lövstavägen som går genom Hässelby gård, från Bergslagsplan till gränsen mot Hässelby villastad, byggdes på 1930-talet och var då en del av Bergslagsvägen (som numera i stället svänger av mot Lunda vid Bergslagsplan och sedan övergår i Akallavägen).
Storbyggmästaren Olle Engkvist fick 1975 Olle Engkvists Väg uppkallad efter sig, gatan ligger i anslutning till Hässelby familjehotell.

## Tunnelbana och kollektivförbindelser
Hässelby gård är en station inom Stockholms tunnelbana och trafikeras av linje 19 på T-bana 1 (gröna linjen). Avståndet från station Slussen är 17,7 kilometer och det tar ca 35 minuter. Den nuvarande stationen invigdes den 15 oktober 1958.
I anslutning till Hässelby Gård finns även ett busstorg där vissa av busslinjerna går in till Stockholms central.
1889 hade en järnväg för persontrafik från järnvägsstationen i Hässelby villastad, Hässelby villastads station, mot Spånga station öppnats. Dåvarande Spånga-Lövsta järnväg (SLJ) trafikerade sträckan fram till 1956, då Hässelby villastads station lades ner den 1 december 1956. Sträckan ersattes då med bussar som hade anslutning till Hässelby Gårds tunnelbanestation och Vällingby tunnelbanestation.

## Park, grönområden och naturreservat

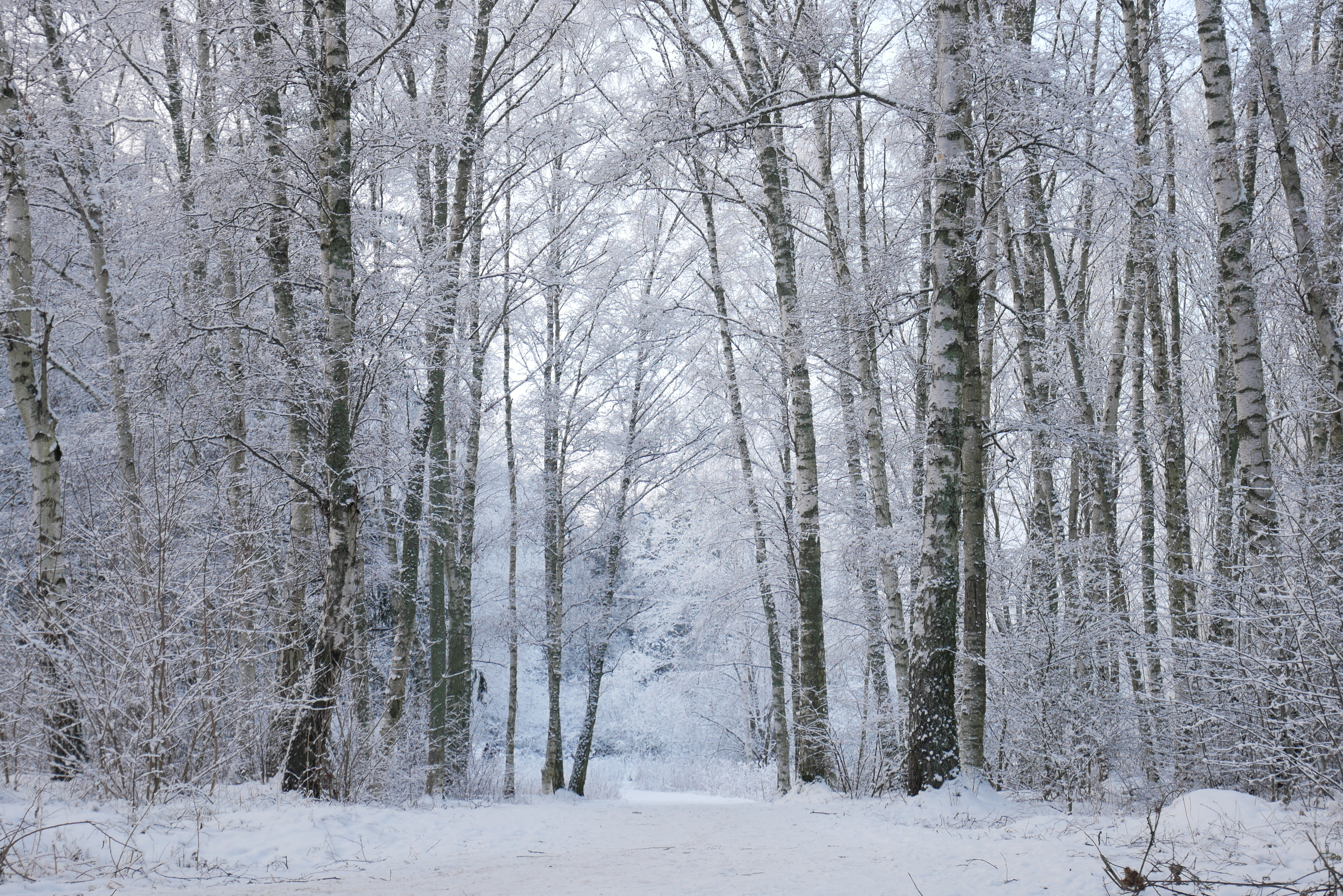
Barrskog i närliggande Grimsta Naturreservat.

Grimsta naturreservat ligger inom gångavstånd från Hässelby Gård, vilket ger invånarna möjlighet till rekreation och friluftsliv. Det finns även flera fornlämningar som går att besöka i reservatet, kulturhistoriskt intressanta platser med rester av byggnationer. Det finns många biologiska värden kvar i och med att både Grimstaskogen och Blackebergsskogen har undgått modernt skogsbruk. Bl.a. kuperade gamla barrskogar, örtrika blandskogspartier och ädellövsdungar. Det finns både elljusspår och promenadstigar att följa. 
År 2017 hade stadsdelen cirka 11 300 invånare, varav cirka 60,1 procent med utländsk bakgrund.

## Skola
I Hässelby Gård finns Hässelbygårdsskolan, som är centralt belägen vid Hässelby Torg. På skolan går ca 520 elever i åldrarna 6–16 år. Det finns också en grundsärskola (åk 7–9), förberedelseklasser, samt fyra fritidshem och en fritidsklubb som ligger i skolan. I åk 7–9 väljer eleverna en av nio profiler; advanced english, allmän, bild, matematik/teknologi, musikal, sambafotboll, science, textilt hantverk eller tm-hantverk. Till åk 6 gör eleverna ett språkval: franska, spanska, tyska samt förstärkt svenska eller engelska.

## Demografi
År 2017 hade stadsdelen cirka 11 300 invånare, varav cirka 60,1 procent med utländsk bakgrund.

## Idrott och friluftsliv
Stadsdelens idrottsplats ligger på Loviselundsvägen 100, heter Hässelby IP och har en 11-manna gräsplan och friidrottsmöjligheter i form av löparbana, längdhoppsgrop, kulfång, utegym, innegym med mera. Anläggningen drivs av Hässelby SK alliansförening som har många arrangemang och aktiviteter.   
Uppdelningen mellan Friidrotten och Fotbollen gjordes 2015 i samband med anläggning av konstgräsplan på vad som tidigare var en grusplan. Efter uppdelningen förfogar Fotbollen över konstgräset och Friidrotten över gräsplanen med tillhörande löparbanor mm.   
På andra sidan Idrottsplatsen, som skiljs åt av ett gulmålat klubbhus, finns en 9-manna Konstgräsplan där Hässelby SK FF fotbollslag bedriver träning och där ungdomslagen bedriver matcher.   
Det finns dessutom en 11-manna konstgrässplan i närheten av Hässelby Gård som heter Hässelby Gård BP. Här spelar Hässelby SK FF herrlag och damlag sina hemmamatcher.   

## Bibliotek
Hässelby gård har ett bibliotek som kallas Bibblerian. Adressen är Hässelby torg 10 och i lokalerna finns bibliotek, medborgarkontor och Kulturskolan. Detta är avsett att fungera som en mötesplats "för både gemenskap och lärande". Det finns möjlighet att låna böcker, få hjälp att hitta informationen, delta i någon av de aktiviteter som erbjuds (t.ex. budget- och skuldrådgivning, studie- och yrkesvägledning, språkcafé, författarbesök, föräldrakurser och bostadsinformation) eller umgås. Kulturskolan erbjuder kurser på fritiden för den som är mellan 6 och 22 år. Det finns kurser inom teater, dans, musik och bild (Bibblerian erbjuder kurser i piano, sång och bild mot en terminsavgift).

## Personer med anknytning till Hässelby Gård

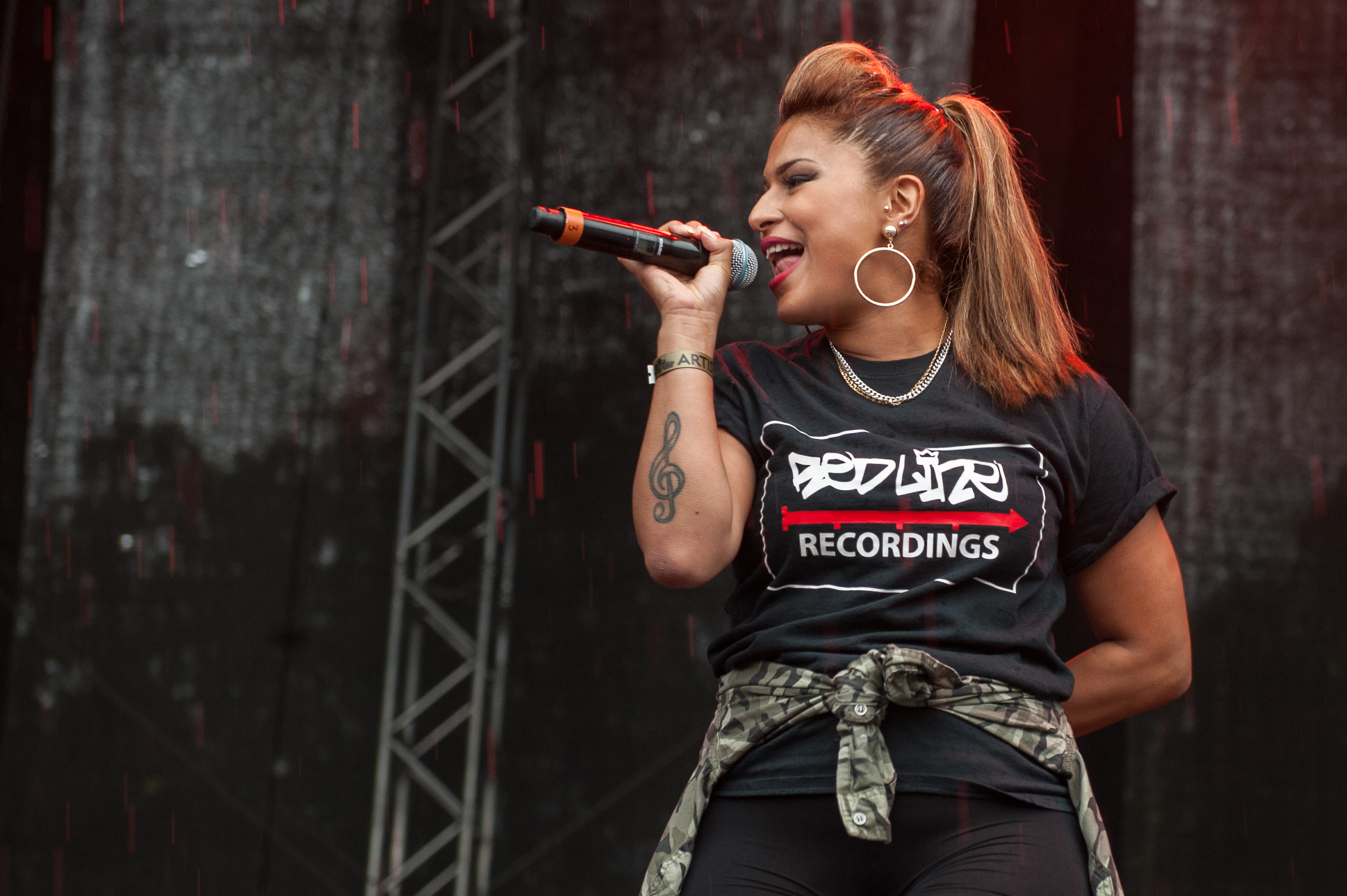
Linda Pira, uppvuxen i Hässelby Gård.

Ayesha Quraishi - artist. Fick en stor hit med hiphoplåten "Number One" som hon framförde med den 140 man starka orkestern World Peace Orchestra i Berwaldhallen. 2003 släppte hon sin första singel "Ghetto Princess" och gav -04 ut sitt album Jade Fever, samt startade det egna skivbolaget Aqueen Entertainment. Ayesha har också framträtt med bland andra Ohemma African Drum Orchestra och sjungit på en mängd olika scener. Vintern 2004 gjorde hon en turné i Sydafrika.
Hans Arnold - föddes i den lilla katolska staden Sursee och var mest känd för sina absurt realistiska skräckteckningar. Hans och hans fru Vera Nordin flyttade till Hässelby och bodde först på Enspännargatan och därefter i Hässelby familjehotell på Ormängsgatan 69A.
Lennart "Hoa-Hoa" Dahlgren - svensk tyngdlyftare, krögare och programledare. Sammanlagt elva SM-titlar i tyngdlyftning. Han bodde på Kvarnhagsgatan 108, och han gick ofta på ungdomsgården Glaslyktan i Hässelby gård och var ofta med på HSK:s klubbmästerskap i tiokamp på Hässelby IP.
Linda Pira - Svensk hiphopmusiker. Uppmärksammades hösten 2012 när hon gästade Stor i låten "Rom och Kush". Sommaren 2013 släppte hon dubbelsingeln "Bang Bang/Bäng Bäng" och i slutet av året släppte hon EP:n Matriarken, genom Redline Records med The Salazar Brothers som producenter. En dokumentär, Linda Pira – som du inte visste om, släpptes på SVT Play. Dokumentären är producerad av Anneli Kustfält och Agnes-Lo Åkerlind.
Anna Hedenmo - Journalist och programledare, uppvuxen i Hässelby Gård.

## I populärkulturen
Leif Nyléns låt ”Törnrosa”, inspelad 1971 på det Grammisbelönade musikalbumet ”Sånger om kvinnor” med sång av Marie Selander har refrängen "Fåglarna flög, häcken växte hög, hög som ett höghus i Hässelby gård".

## Galleri

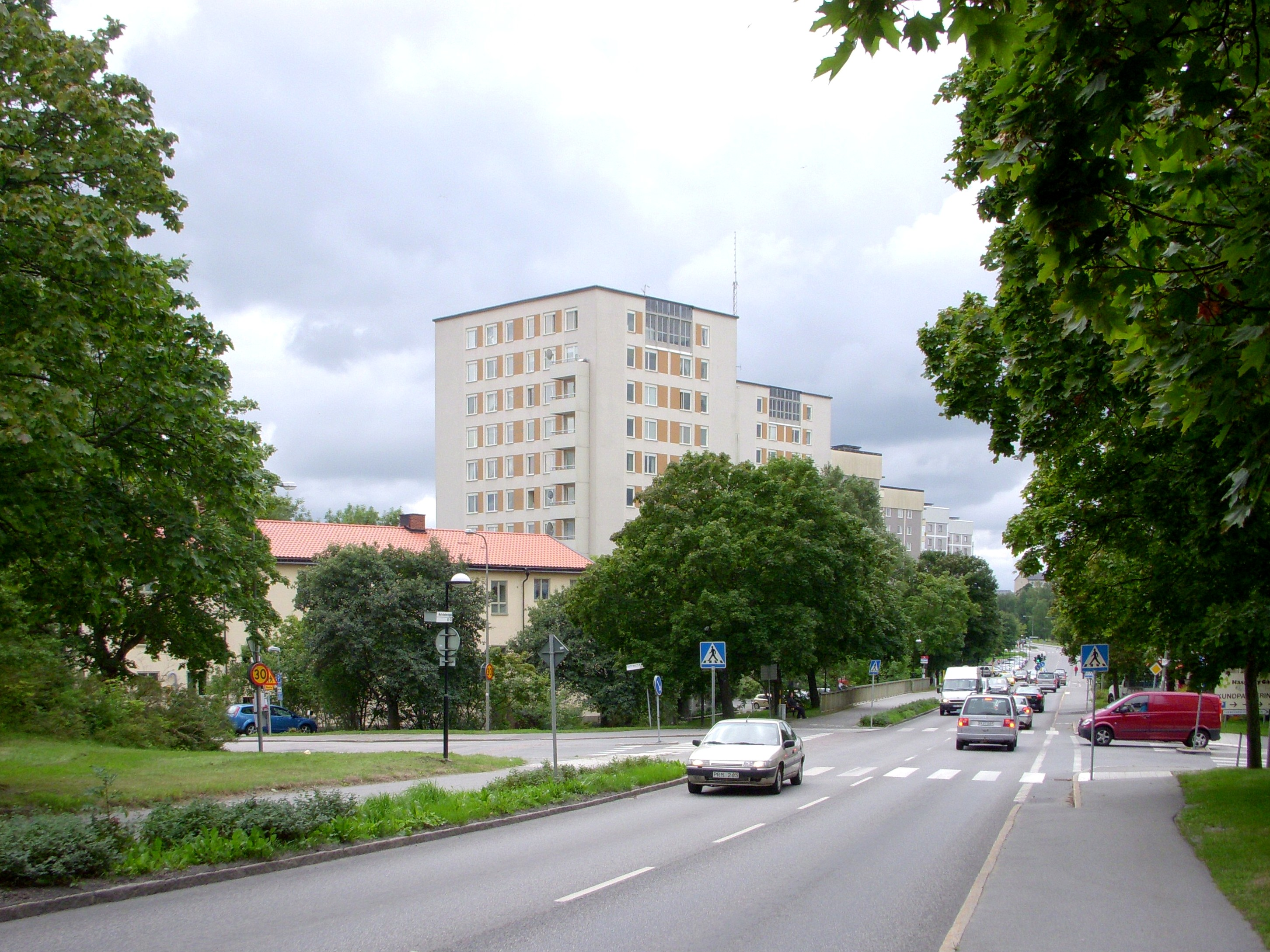
Maltesholmsvägens äldre bebyggelse i augusti 2010, vy mot väst
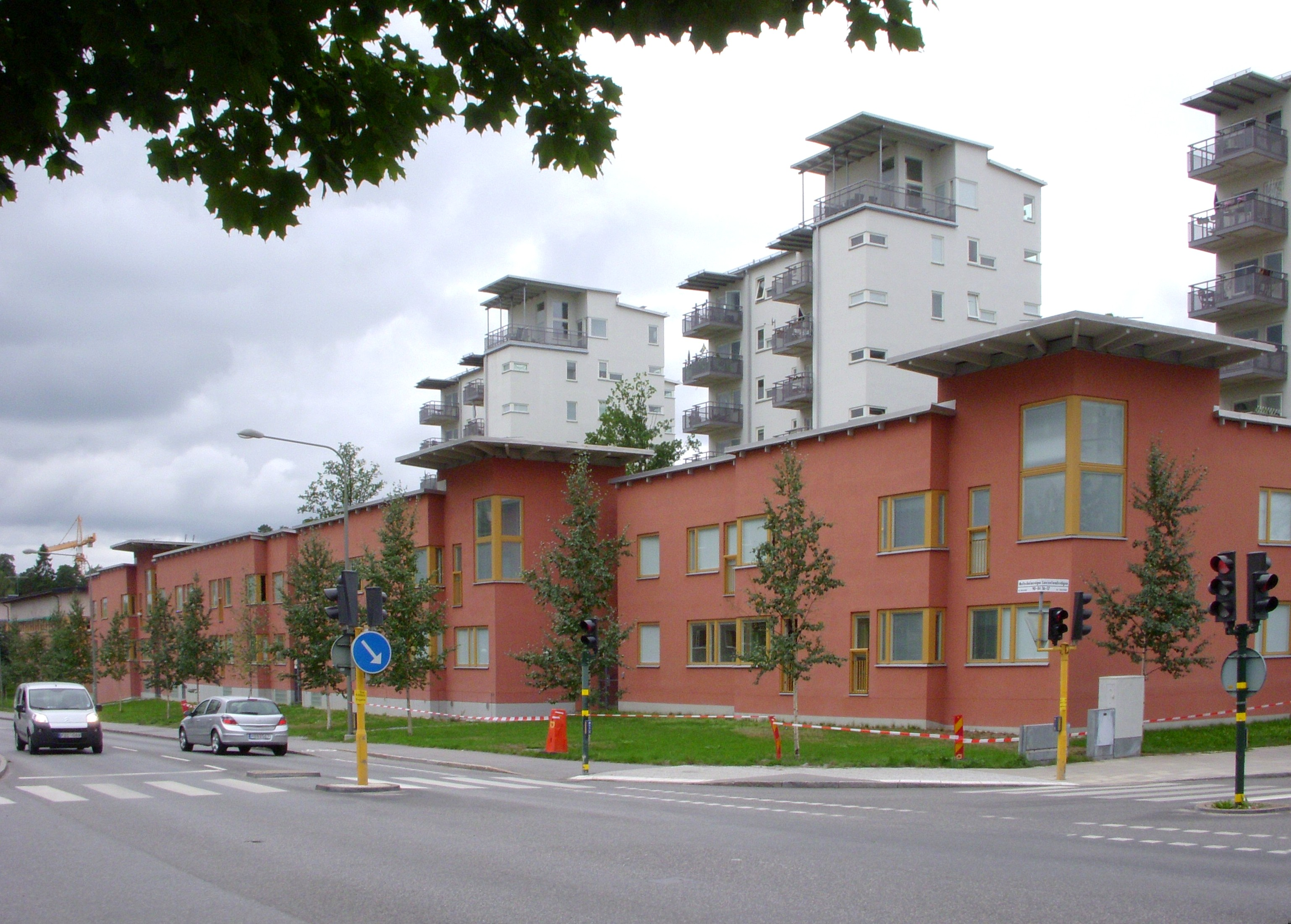
Maltesholmsvägens nyare bebyggelse i augusti 2010, vy mot väst.
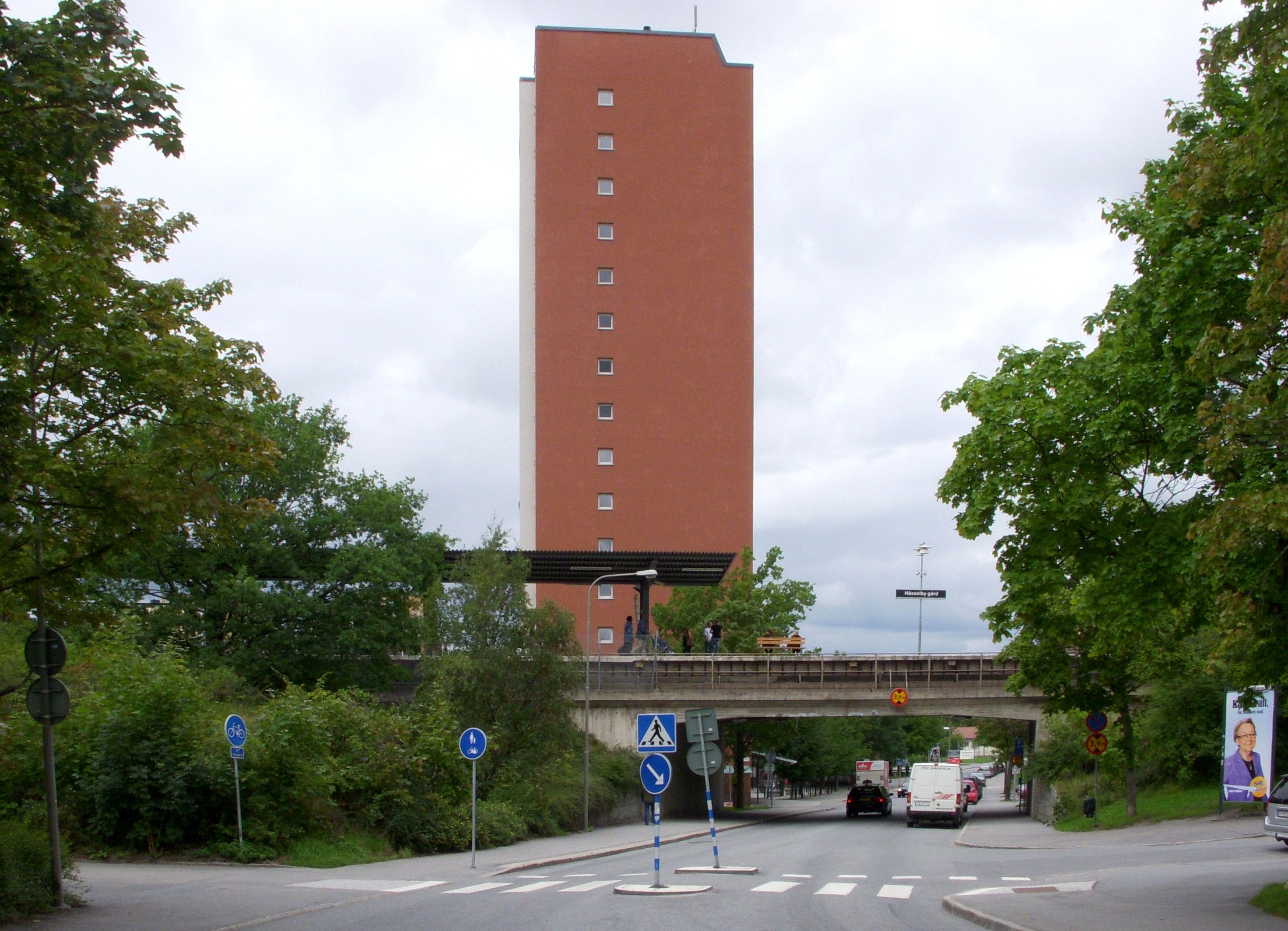
Höghuset vid Hässelby torg,  i augusti 2010.
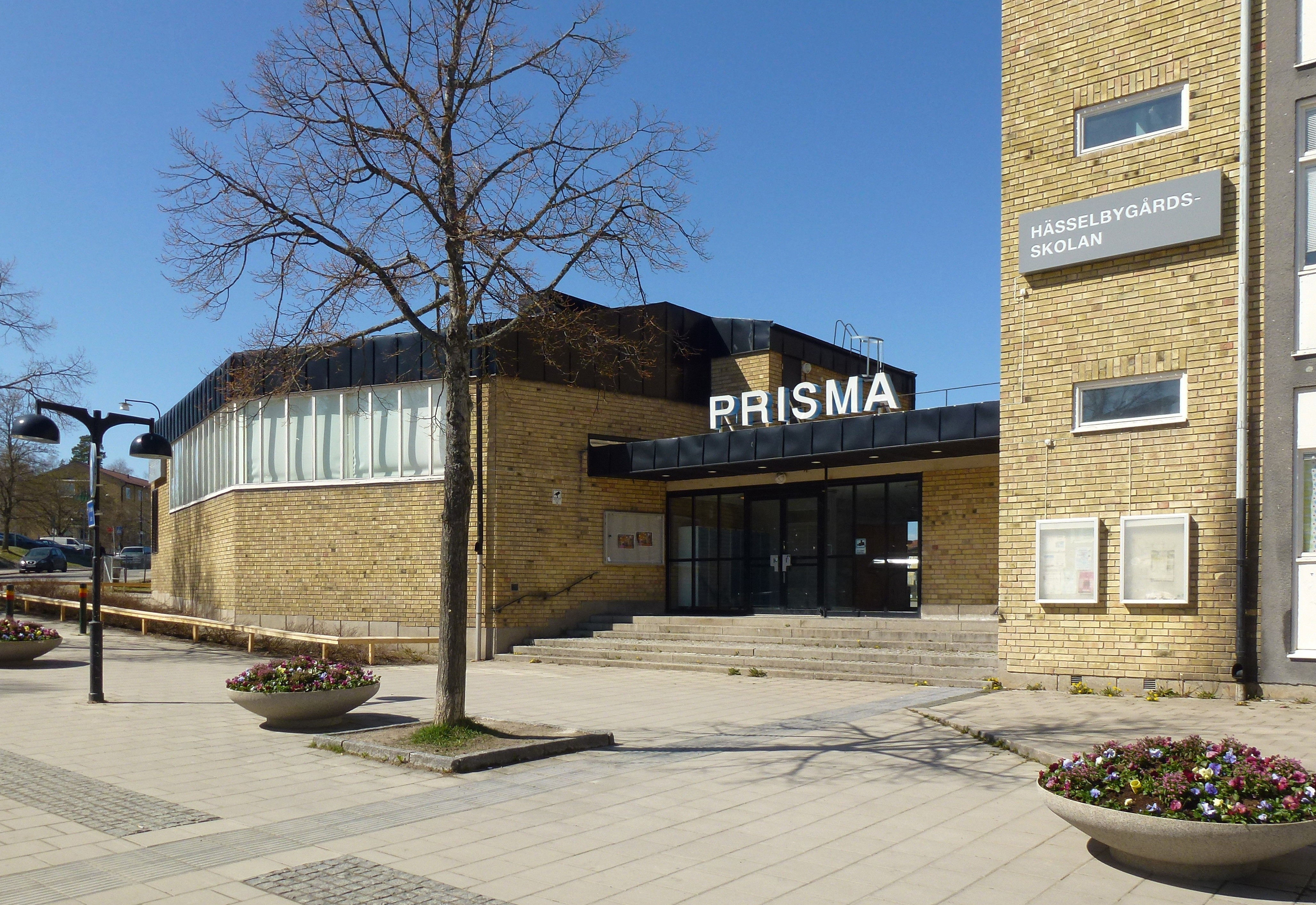
Hässelbygårdsskolans aula "Prisma" i maj 2013.
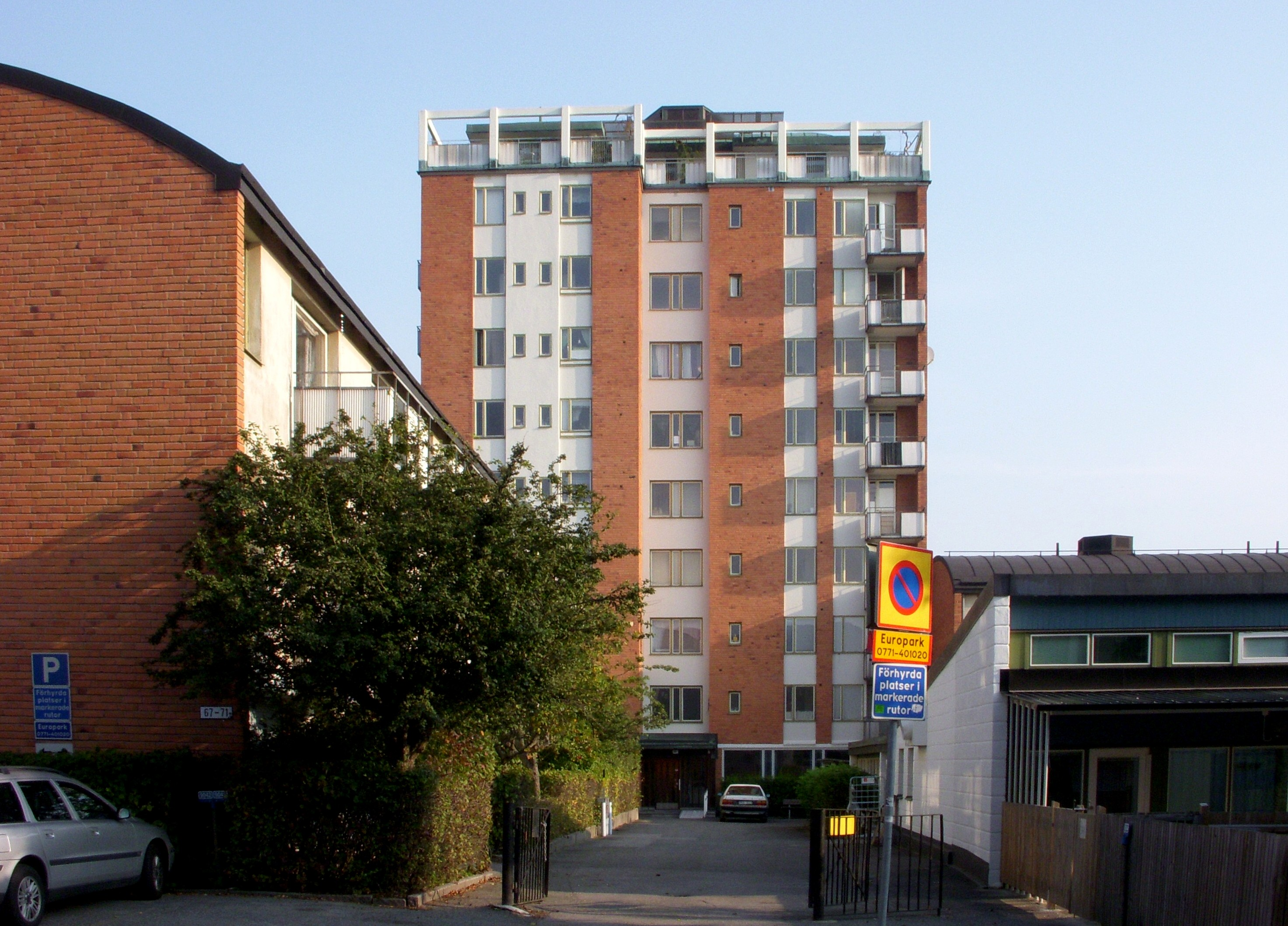
Hässelby Familjehotell, 2020.